# Президентские выборы в Польше (1995)
Президентские выборы в Польше 1995 года — вторые выборы президента Польши, состоявшиеся 5 и 19 ноября 1995 года.

## Предвыборная кампания
В выборах участвовало 13 кандидатов. Из известных политиков, (помимо действующего Президента Леха Валенсы), свои кандидатуры выставили такие политики, как бывший лидер Социал-демократической партии Александр Квасьневский, деятель антикоммунистической оппозиции Яцек Куронь, основатель и лидер партии Самооборона Республики Польша Анджей Леппер и др.

## Первый и второй туры
В первом туре с отрывом в два процента неожиданно победил Александр Квасьневский.
Во втором туре он лишь упрочил лидерство, набрав на 3,4 % голосов больше, чем Валенса (51,7 против 48,3).

## Результаты выборов и оспаривание итогов
| Кандидат                    | Кандидат                    | Субъект выдвижения             | Первый тур | Первый тур | Второй тур | Второй тур |
| Кандидат                    | Кандидат                    | Субъект выдвижения             | Голосов    | %          | Голосов    | %          |
| --------------------------- | --------------------------- | ------------------------------ | ---------- | ---------- | ---------- | ---------- |
|                             | Александр Квасьневский      | Союз демократических левых сил | 6 275 670  | 35,11      | 9 704 439  | 51,72      |
|                             | Лех Валенса                 | Независимый кандидат           | 5 917 328  | 33,11      | 9 058 176  | 48,28      |
|                             | Яцек Куронь                 | Союз свободы                   | 1 646 946  | 9,22       |            |            |
|                             | Ян Ольшевский               | Движение для Республики        | 1 225 453  | 6,86       |            |            |
|                             | Вальдемар Павляк            | Польская народная партия       | 770 419    | 4,31       |            |            |
|                             | Тадеуш Зелиньский           | Уния труда                     | 631 432    | 3,53       |            |            |
|                             | Ханна Гронкевич-Вальц       | Независимый кандидат           | 492 628    | 2,76       |            |            |
|                             | Януш Корвин-Микке           | Уния реальной политики         | 428 969    | 2,40       |            |            |
|                             | Анджей Леппер               | Союз Самооборона               | 235 797    | 1,32       |            |            |
|                             | Ян Петржак                  | Независимый кандидат           | 201 033    | 1,12       |            |            |
|                             | Тадеуш Кожлюк               | Независимый кандидат           | 27 259     | 0,15       |            |            |
|                             | Казимеж Пётровский          | Независимый кандидат           | 12 591     | 0,07       |            |            |
|                             | Лешек Бубель                | Независимый кандидат           | 6825       | 0,04       |            |            |
| Действительных бюллетеней   | Действительных бюллетеней   | Действительных бюллетеней      | 17 872 350 | 98,18      | 18 762 615 | 98,00      |
| Недействительных бюллетеней | Недействительных бюллетеней | Недействительных бюллетеней    | 330 868    | 1,82       | 383 881    | 2,00       |
| Всего бюллетеней            | Всего бюллетеней            | Всего бюллетеней               | 18 203 218 | 100,00     | 19 146 496 | 100,00     |
| Явка избирателей            | Явка избирателей            | Явка избирателей               | 28 136 332 | 64,70      | 28,062,409 | 68,23      |
| Источник: Nohlen & Stöver   |                             |                                |            |            |            |            |

После выборов оппоненты Квасьневского обнародовали информацию о том, что при регистрации своей кандидатуры он представил ложную информацию об уровне образования (из-за большой занятости он в конце 70-х оставил Гданський университет, где обучался, то есть формально законченного высшего образования не имел).
Суд, рассматривавший этот вопрос, хоть и признал факт подлога, но постановил, что это не имеет никакого отношения к результатам выборов, которые к тому моменту уже прошли. Возможно, свою роль в этом разбирательстве сыграл и тот факт, что Валенса высшего образования также не имел.
Инаугурация второго избранного прямым голосованием президента Польши прошла 23 декабря 1995 года.